# Lista de montanhas na Lua
Esta é uma lista de montanhas na Lua:

## Isoladas
Essas são montanhas isoladas ou maciços:
- Mons Agnes - 18.6°N 5.3°E - 1 km
- Mons Ampère - 19.0°N 4.0°W - 30 km x 3.0 km
- Mons André - 5.2°N 120.6°E - 10 km
- Mons Ardeshir - 5.0°N 121.0°E - 8 km
- Mons Argaeus - 19.0°N 29.0°E - 50 km
- Mons Blanc - 45.0°N 1.0°E - 25 km x 3.6 km
- Mons Bradley - 22.0°N 1.0°E - 30 km x 4.2 km
- Mons Delisle - 29.5°N 35.8°W - 30 km
- Mons Dieter - 5.0°N 120.2°E - 20 km
- Mons Dilip - 5.6°N 120.8°E - 2 km
- Mons Esam - 14.6°N 35.7°E - 8 km
- Mons Ganau - 4.8°N 120.6°E - 14 km
- Mons Gruithuisen Delta - 36.0°N 35.9°W - 20 km
- Mons Gruithuisen Gamma - 36.6°N 40.5°W - 20 km
- Mons Hadley - 26.5°N 4.7°E - 25 km x 4.6 km
- Mons Hadley Delta - 25.8°N 3.8°E - 15 km x 3.5 km
- Mons Hansteen - 12.1°S 50.0°W - 30 km
- Mons Herodotus - 27.5°N 53.0°W - 5 km
- Mons Huygens - 20.0°N 2.9°W - 40 km x 4.7 km
- Mons La Hire - 27.8°N 25.5°W - 25 km x 1.5 km
- Mons Maraldi - 20.3°N 35.3°E - 15 km x 1.3 km
- Mons Moro - 12.0°S 19.7°W - 10 km
- Mons Penck - 10.0°S 21.6°E - 30 km x 4. km
- Mons Pico - 45.7°N 8.9°W - 25 km x 2. km
- Mons Piton - 40.6°N 1.1°W - 25 km x 2.3 km
- Mons Rümker - 40.8°N 58.1°W - 70 km x 0.5 km
- Mons Usov - 12.0°N 63.0°E - 15 km
- Mons Vinogradov - 22.4°N 32.4°W - 25 km x 1.4 km
- Mons Vitruvius - 19.4°N 30.8°E - 15 km x 2.3 km
- Mons Wolff - 17.0°N 6.8°W - 35 km x 3.5 km

## Grupo
Essas são montanhas em grupo ou cordilheiras:
- Montes Agricola - 29.1°N 54.2°W - 141 km
- Montes Alpes - 46.4°N 0.8°W - 281 km
- Montes Apenninus - 18.9°N 3.7°W - 401 km
- Montes Archimedes - 25.3°N 4.6°W - 163 km
- Montes Carpatus - 14.5°N 24.4°W - 361 km
- Montes Caucasus - 38.4°N 10.0°E - 445 km
- Montes Cordillera - 17.5°S 81.6°W - 574 km
- Montes Haemus - 19.9°N 9.2°E - 560 km
- Montes Harbinger - 27.0°N 41.0°W - 90 km
- Montes Jura - 47.1°N 34.0°W 	422 km
- Montes Pyrenaeus - 15.6°S 41.2°E - 164 km
- Montes Recti - 48.0°N 20.0°W - 90 km
- Montes Riphaeus - 7.7°S 28.1°W - 189 km
- Montes Rook - 20.6°S 82.5°W - 791 km
- Montes Secchi - 3.0°N 43.0°E - 50 km
- Montes Spitzbergen - 35.0°N 5.0°W - 60 km
- Montes Taurus - 28.4°N 41.1°E - 172 km
- Montes Teneriffe - 47.1°N 11.8°W - 182 km